# Critical Race Theory
Critical Race Theory (englisch für kritische „Rassen“-Theorie), kurz CRT, wird eine Bewegung und Sammlung von Theorieansätzen, insbesondere aus der US-amerikanischen Rechtswissenschaft, genannt, die sich mit dem Zusammenhang zwischen Rasse (race), Rassismus und dessen Verankerung in – insbesondere rechtlichen – Strukturen befasst und diese kritisiert. In der amerikanischen Öffentlichkeit und Politik hat sich um CRT, bzw. um Konzepte, die fälschlich der CRT zugeordnet werden, eine intensive Debatte entwickelt, in der Critical Race Theory zum Kampfbegriff geworden ist.

## Geschichte

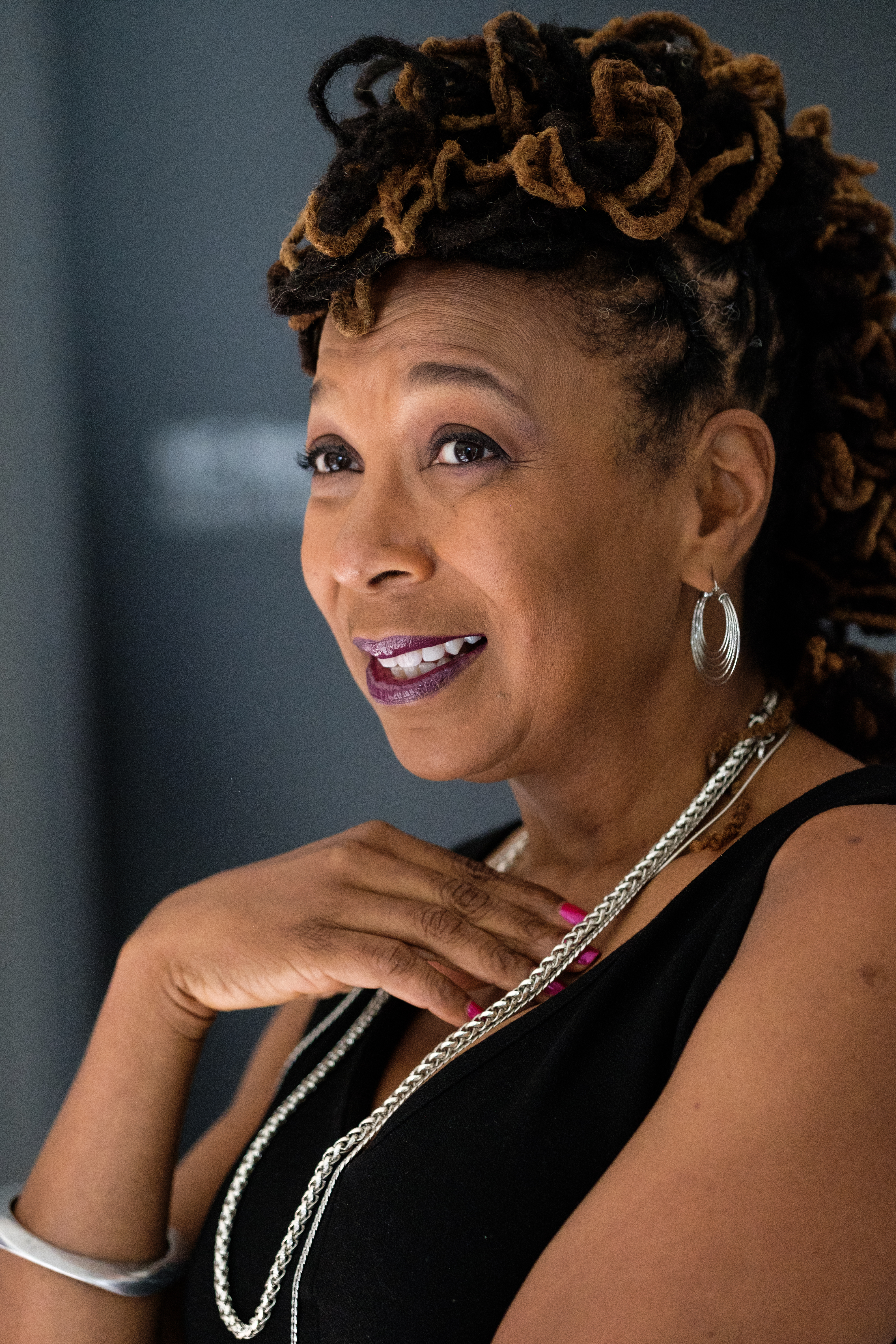
Kimberlé Crenshaw gilt als eine Begründerin der CRT

Critical Race Theory wurde in den 1970er-Jahren zunächst von Anwälten, Aktivisten und Rechtswissenschaftlern in den USA entwickelt, die in Anbetracht der unzureichenden Fortschritte nach den anfänglichen Erfolgen der Bürgerrechtsbewegung nach neuen Theorien und Strategien suchten. Eine Gruppe um Autoren wie Derrick Bell, Alan Freeman, Kimberlé Crenshaw und Richard Delgado veranstaltete 1989 ihre erste Konferenz und nachfolgend weitere Treffen und Veranstaltungen. Viele der Professoren, die an der ersten Konferenz teilnahmen, lehrten an überwiegend weißen Law Schools und viele von ihnen waren an den entsprechenden Institutionen die ersten Fakultätsmitglieder, die nicht weiß waren. Einen starken Einfluss auf die CRT übten die Critical Legal Studies und linke Bewegungen innerhalb der Rechtswissenschaft aus, wobei aber von Vertretern der CRT (häufig Crits genannt) bemängelt wurde, dass die Critical Legal Studies wegen ihres Fokus auf Klassen nicht geeignet seien, Rassismus zu analysieren. Heute gibt es an den meisten Elite-Law-Schools CRT-Vertreter und Konferenzen zu Critical Race Theory. Es haben sich auch neue Subdisziplinen wie LatCrit (mit Schwerpunkt auf Latinos) gebildet. Auch AsianCrit mit Bezug auf Asian Americans ist im Entstehen. In jüngerer Vergangenheit konzentrierten sich ClassCrits erneut verstärkt auf materielle und ökonomische Faktoren sowie den Zusammenhang von race und Klasse. Mit der Erweiterung des inhaltlichen Fokus erweiterte sich auch der geographische Fokus, der sich zuvor stark auf die Vereinigten Staaten konzentriert hatte. Critical Race Theory diffundierte in andere akademische Disziplinen, etwa in die Erziehungswissenschaft, Soziologie oder in die Philosophie, wo entsprechende Ansätze unter dem Begriff Critical Philosophy of Race gefasst werden.

## Grundannahmen
Eine Vielzahl unterschiedlicher Ansätze fällt unter den Überbegriff Critical Race Theory. CRT ist interdisziplinär angelegt und baut u. a. auf Erkenntnissen des Liberalismus, des Poststrukturalismus, des Feminismus, des Marxismus, der Critical Legal Studies, des Postmodernismus und des Pragmatismus auf. Trotz der Vielzahl unterschiedlicher Ansätze und Sichtweisen lassen sich einige Grundannahmen identifizieren, die von den meisten Theoretikern geteilt werden:

### raceist sozial konstruiert
CRT geht davon aus, dass race sozial konstruiert und keine biologische Kategorie sei. Das Recht trage zur Entstehung und Aufrechterhaltung von race bei, etwa durch die Klassifizierung von Menschen in Kategorien wie „Schwarz“ oder „Weiß“. Auch wenn race keine biologische oder naturwissenschaftliche Kategorie sei, habe die entsprechende Kategorisierung weitreichende Folgen für die Gesellschaft. Fragen, die in der CRT behandelt (und von unterschiedlichen Theoretikern jeweils unterschiedlich beantwortet) werden, sind zum Beispiel, wie genau durch das Recht race hervorgebracht wird, wie durch das Recht Rassismus verteidigt wurde oder wie das Recht zur Reproduktion von Ungleichheit beitrage. Als Beispiele für die Bedeutung von Recht und Gerichten für die Konstruktion von race werden Gerichtsprozesse herangeführt, in denen explizit über die race von Individuen entschieden wurde, etwa wenn Sklaven vor Gericht feststellen lassen wollten, dass sie weiß seien und somit fälschlicher- und illegalerweise versklavt worden seien. In der Gegenwart seien beispielsweise Immigrationsgesetze an der Konstruktion von race beteiligt.

### Struktureller Rassismus ist Teil der gesellschaftlichen Normalität
Rassismus wird in der Theoriebildung der CRT nicht als Ausnahme, sondern als Norm betrachtet, die tief in gesellschaftlichen Strukturen und Institutionen verankert sei und die People of Color regelmäßig erführen. Weil Rassismus die Interessen von weißen Eliten (materiell) und weißen Angehörigen der Arbeiterklasse (psychologisch) voranbringe, gebe es wenig Interesse an seiner Beseitigung seitens Weißer. Im Umkehrschluss entstünden Fortschritte bei der rechtlichen Gleichbehandlung nur, wenn die Interessen von Schwarzen mit den Interessen von Weißen, zum Beispiel durch eine veränderte sozioökonomische Situation, übereinstimmten (interest convergence). Die ungleiche Verteilung von Reichtum, Macht und Ansehen in den USA lasse sich nicht alleine durch unterschiedliche Leistungen der entsprechenden Gruppen erklären. Rassismus wird entsprechend nicht primär als falsches Handeln oder Denken von Individuen betrachtet und analysiert, sondern auf der Ebene von gesellschaftlichen Strukturen und Institutionen. Deshalb vertreten Critical Race Theorists auch die präskriptive Annahme, dass Systeme, die zur Unterdrückung von People of Color beitragen, benannt und bekämpft werden müssen.

### Wissenschaft kann und soll in Bezug auf Rassismus nicht neutral sein
In der Tradition der Kritischen Theorie sieht sich die CRT auch als Theorie sozialen Wandels. Als kritische Theorie versteht sich die CRT aber auch deshalb, weil sie die eigene Einbettung in rassistische Strukturen zu reflektieren versucht und die Norm wissenschaftlicher Neutralität als unerreichbar und nicht erstrebenswert verwirft. CRT geht davon aus, dass Wissen stets politisch sei und dass Forschung, die race ignoriert, weder objektiv noch neutral sei, sondern selbst durch diese Auslassung Position beziehe.

### Intersektionalität
Ein weiterer Fokus der CRT liegt auf Intersektionalität, einem Konzept, das von einer frühen Vertreterin der Disziplin Kimberlé Crenshaw geprägt wurde. Es verweist darauf, dass Identitäten jeweils vielschichtig seien und dass dementsprechend unterschiedliche Menschen in unterschiedlichen Situationen unterschiedliche Diskriminierungserfahrungen machten. Rassismus wird deshalb im Zusammenwirken mit anderen Diskriminierungsformen wie Sexismus oder Klassismus betrachtet. Dass die Zuordnung zu bestimmten Gruppen selbst willkürlich erscheine und Fragen nach der Privilegierung bestimmter Kategorien („Ist Geschlecht oder race wichtiger?“) werden dabei selbst zum Gegenstand der Analyse in der CRT.

### Kritik am Liberalismus
Die Kritik der CRT an einem liberalen Rechtsverständnis richtet sich vor allem gegen dessen Glauben an neutrale Prozesse und die Doktrin formaler Gleichheit. Die Vorstellung von Neutralität und Objektivität wird nicht nur als unerreichbar verworfen, sondern sogar als schädlich bezeichnet, weil sie die dem Rechtssystem und der amerikanischen Gesellschaft inhärente Bevorzugung von Weißsein verschleiere. Die „Farbenblindheit“ vieler liberaler Theoretiker, die davon ausgehen, dass die Justiz race nicht berücksichtigen solle, kritisieren Vertreter der CRT als unzureichend, um Rassismus, der nicht offensichtlich ist, zu bekämpfen. Die liberale Konzentration auf Rechte und Gesetze erlaube es zudem nicht, nachhaltig Ungerechtigkeit zu bekämpfen, weil trotz ungleicher Ausgangsbedingungen nur auf Chancengleichheit, aber nicht auf ähnliche Ergebnisse verschiedener races geachtet werde. Es reiche nicht, den Fokus auf abstrakte Vorstellungen von Individuen zu legen, sondern der soziale und historische Kontext müsse in die Analyse einbezogen werden.
Das Rassismusverständnis der CRT in Abgrenzung von einem individualisierenden, liberalen Rassismusverständnis erläutert Khiara M. Bridges am Beispiel des Todes von Eric Garner. Anstatt sich auf den Polizisten zu konzentrieren, der Garner in den Würgegriff genommen hatte, und zu versuchen, diesen des Rassismus zu überführen, stelle die CRT Fragen wie: Warum gilt das Verkaufen einzelner Zigaretten (deswegen kam der Polizeikontakt zustande) in New York als illegal? Warum musste ein gesunder Mann überhaupt Zigaretten verkaufen, um Geld zu verdienen? Wie hat sich eine Interpretation des vierten Zusatzartikels zur Verfassung der Vereinigten Staaten durchgesetzt, die der Polizei in entsprechenden Situationen erlaubt, aktiv zu werden? Wieso litt Garner, wie viele andere Schwarze in den USA, unter Asthma, Hypertonie und einer Herzkrankheit? Die Antworten auf diese Fragen finde die CRT nicht im Handeln einzelner böswilliger Akteure, sondern in Systemen und Strukturen.
Auch die von einigen Liberalen vertretene Vorstellung, Meinungsfreiheit müsse unbegrenzt gelten, wird von jenen Anhängern der CRT in Frage gestellt, die stärkere juristische Maßnahmen gegen rassistische Hassrede fordern. Insbesondere weil der Konservatismus im Vergleich zum Liberalismus in den USA an Bedeutung gewonnen hat, aber teilweise auch aus persönlicher Überzeugung hat der Fokus der CRT auf den Liberalismus in den letzten Jahren nachgelassen.

## Critical Philosophy of Race
Innerhalb der Philosophie hat sich aus der CRT heraus die Subdisziplin einer Critical Philosophy of Race (englisch: „Kritische Race-Philosophie“) entwickelt. Da es sich um ein relativ junges Feld handelt, ist die Abgrenzung zu anderen Fächern und Disziplinen nicht in Gänze geklärt und teilweise werden sehr unterschiedliche Ansätze unter der Bezeichnung gefasst. „Kritisch“ ist die Critical Philosophy of Race in mehrfachem Sinne: Sie ist einerseits kritisch gegenüber Rassismus, andererseits gegenüber naturalistischen Verständnissen von „Rasse“ und zuletzt auch gegenüber einem Ausblenden der Bedeutung von race in der Entstehung der modernen Welt. Entsprechende Beiträge finden sich z. B. im Bereich der Ontologie und der Metaphysik, wo über die Existenz und das Wesen von race als Kategorie diskutiert wird. Im Bereich der Epistemologie wird beispielsweise untersucht, wie die Philosophie an der Entstehung des Konzepts race teilhatte und wie unterschiedliche Verständnisse von race selbst Verstehensprozesse beeinflussen. Insbesondere das von Miranda Fricker entwickelte Konzept der epistemischen Ungerechtigkeit spielt im Feld eine herausgehobene Rolle. In der praktischen Philosophie werden normative Fragen im Zusammenhang mit Rassismus analysiert. Während die Critical Philosophy of Race also auf die Methodologie der Philosophie zurückgreift und auch zentrale philosophische Fragestellungen in den Blick nimmt, ist sie auch interdisziplinär geprägt und stellt Bezüge zu Disziplinen wie Soziologie, Anthropologie, Geschichte oder African-American Studies her. In der US-amerikanischen Philosophie hat die Gründung der Zeitschrift Critical Philosophy of Race 2013 sowie die Veröffentlichung von Handbücher und Einführungsbüchern zur Etablierung des Felds beigetragen. Auch wenn es sich um eine hauptsächlich US-amerikanisch geprägte Disziplin handelt, gibt es Versuche, ihre Erkenntnisse auch für einen deutschsprachigen Kontext fruchtbar zu machen und gleichzeitig die Besonderheiten etwa der deutschen Geschichte zu beachten.

## Akademische Rezeption
Die Betonung von race und Rassismus wird von Kritikern mit anderen Sichtweisen häufig als fehlgeleitet oder sogar gefährlich empfunden. Die Tatsache, dass CRT als Überbegriff für eine Vielzahl höchst unterschiedlicher Ansätze dient, ist selbst Gegenstand der Kritik.
Innerhalb der Theorieschule wurde die Kritik vorgebracht, dass die CRT essenzialistische Konzepte vertrete, woraufhin intersektionale Ansätze gestärkt werden sollten. Als Reaktion auf die Kritik, dass CRT sich zu stark auf schwarze Perspektiven beziehe und z. B. die Perspektiven von Native Americans vernachlässige, entwickelte sich eine größere Zahl von Subdisziplinen und Strängen der CRT, die diese Gruppen in den Blick nehmen.
Vehemente Kritik richtete sich vor allem gegen die als Angriffe auf ein liberales Rechtsverständnis wahrgenommene Infragestellung der Bedeutung von Objektivität, Neutralität und Universalismus, wobei besonders befürchtet wurde, die CRT würde zu einer Zersplitterung des gesellschaftlichen Zusammenhalts durch den Fokus auf einzelne Gruppen führen. Gegen Ende der 1990er Jahre schrieb beispielsweise der Richter Richard Posner, Anhänger der CRT seien „Geisteskranke“, die „den Postmodernismus mit Haut und Haaren geschluckt haben.“ Der Jura-Professor Randall Kennedy, der selbst zu juristischer Benachteiligung von Afro-Amerikanern forscht und in vielen Punkten mit CRT-Vertretern übereinstimmt, warf der CRT vor, Komplikationen zu vernachlässigen, die ihre Schlüsse in Frage stellten, und nicht überzeugend zu argumentieren, dass es innerhalb der Rechtswissenschaft zu Benachteiligung von nicht-weißen Wissenschaftlern komme. Besonders einflussreiche Kritik gegen CRT stammte von Daniel A. Farber und Suzanna Sherry, die sie durch einen „radikalen Multikulturalismus“ geprägt sehen, der tendenziell antisemitische Implikationen mit sich bringe und die Rolle asiatischer Amerikaner nicht ausreichend berücksichtige. Leistung erscheine zudem auch innerhalb des Felds nur als Ergebnis von Privilegien, was zu einer „Subkultur, in der Bildung und andere Zeichen von Leistung als Ausdrücke von ,Weißsein‘ zurückgewiesen werden“, führen könnte. Sie betonen aber, dass es innerhalb der CRT auch viele hilfreiche Ansätze gebe, mit denen der Dialog lohne. Von Vertretern der CRT wurde Farber und Sherry wiederum vorgeworfen, ungenau zu argumentieren und CRT falsch darzustellen.
Weitere Kritik richtete sich dagegen, dass einige CRT-Vertreter Methoden des Storytellings, also die Inklusion von Narrativen wie autobiographischen Geschichten, Parabeln oder fiktionalen Werken in die rechtswissenschaftliche Forschung, anwenden. Die Befürworter der Methode heben ihre pädagogische Funktion hervor, weil Geschichten Rassismus anschaulich darstellen könnten. Einige Critical Race Theorists argumentieren außerdem, dass Geschichten bei den Lesern eine stärkere Resonanz erzeugen könnten als Statistiken und strenge Analysen und dass sie die Idee, dass es eine einzige, objektive Wahrheit geben könne, wirksam in Frage stellten und nichtweißen Menschen zeigen könnten, dass andere Menschen ihre Erfahrungen teilen. Kritiker hingegen verweisen auf das Problem, dass sich ausgehend von Geschichten nur schwer Verallgemeinerungen ableiten lassen könnten, dass Geschichten versuchten, emotional statt rational zu überzeugen, dass sich aus Geschichten keine klaren Regeln ableiten ließen und dass persönliche Geschichten das Äußern von Kritik erschwerten, weil diese nun leicht als Kritik an der erzählenden Person gedeutet werden könne.
Die Jura-Professorin Eleanor Marie Brown argumentierte, dass CRT große Beiträge zur Rechtswissenschaft geleistet habe und dass viele Kritikpunkte an der Disziplin sich auf eher unwichtige Aspekte der CRT bezögen, wofür sie einen fehlenden Austausch zwischen CRT-Vertretern und Kritikern verantwortlich macht. Es gelte, wahrzunehmen, wie sich weiße Einstellungen gegenüber Rassismus entwickelt hätten, um gegenseitige Vorurteile abzubauen und den Austausch zu fördern.

## (Neo-)Marxistische Kritik
Obwohl CRT zumindest teilweise durch neomarxistische Gedanken geprägt wurde, entwickelten sich aus dem marxistischen Fokus auf Klassen und dem CRT-Fokus auf race Spannungen, insbesondere in Hinblick auf das Konzept der White Supremacy. So kritisiert z. B. Mike Cole den Vorrang von race vor sozialer Klasse bei der Beschreibung von gesellschaftlichen Gegensätzen sowie eine zu geringe Beachtung von politischen und materiellen Bedingungen für Rassismus. Für Cole sind Rassismus und die (sozial konstruierte) „Rassifizierung“ eng mit dem Kapitalismus verbunden, der eine solche Spaltung der Arbeiterklasse als Teile-und-Herrsche-Strategie verfolge. Jedoch sei eine Einheit der Arbeiterklasse notwendig, um sich diesem System entgegenzustellen, wofür er die von der CRT vertretenen Konzepte wie White Supremacy eher als hinderlich ansieht. Das Konzept erlaube es zudem nicht, Rassismus zwischen nicht-weißen Akteuren zu verstehen, entspreche nicht dem Alltagsverständnis und könne die Motivation Weißer, sich gegen Rassismus zu engagieren, schwächen. Vertreter der CRT verwiesen auf die Möglichkeit, marxistische Analysen in die CRT zu inkorporieren und durch Ansätze der CRT zu erweitern. Dass Autoren wie W.E.B. DuBois und Frantz Fanon, die Cole (ohne diese Auswahl weiter zu begründen) als Vordenker der CRT sieht, sich explizit auf marxistische Theorien bezogen, lasse die These einer Unvereinbarkeit der Theorien fragwürdig erscheinen. Auch Cole stellt heraus, dass die Beiträge der CRT progressive Politik unterstützen könnten, wenn ihre Stärken durch marxistische Analysen erweitert würden.

## Politische Kontroversen
Schon 1997 stellte Charles R. Lawrence III fest, dass es seit Beginn der CRT energische Angriffe gegen sie gegeben habe, die er als Teil eines „durch die Rechten geführten ideologischen Kriegs“ bezeichnete. Insbesondere nach der amerikanischen Präsidentschaftswahl 2020 nahm die Intensität der Auseinandersetzung zu.
Im öffentlichen Diskurs sind Missverständnisse über CRT (z. B. die falsche Annahme, dass CRT alle weißen Menschen als Rassisten betrachte) verbreitet. In einer Umfrage der Agentur Reuters konnten nur 5 % der befragten US-Amerikaner, die angaben, CRT zu kennen, alle sieben gestellten Fragen zum Thema korrekt beantworten, nur etwa ein Drittel beantwortete fünf von sieben Fragen korrekt. Häufig richtet sich die Kritik auch gegen Ansätze wie Antirassismus-Trainings oder gegen Personen wie Ibram X. Kendi oder Robin DiAngelo, die nicht der CRT im engeren Sinne als rechtswissenschaftliches Feld zugeordnet werden und die in rechtswissenschaftlichen Fachzeitschriften, in denen Beiträge aus der CRT meistens erscheinen, nur selten zitiert werden.
Christopher Rufo vom christlich-konservativen Discovery Institute, der als wichtige Figur hinter der Gegenbewegung zu CRT gilt, sieht diese als „Bedrohung der amerikanischen Lebensweise“. Rufo behauptete ohne Begründung im Gespräch mit dem New Yorker, dass CRT „der perfekte Buhmann“ sei, um konservative US-Amerikaner im Kulturkampf um den Umgang mit Rassismus zu mobilisieren. Auf Twitter schrieb er: „Wir haben den Begriff ‚Critical Race Theory‘ in die öffentliche Diskussion eingebracht und verstärken nun seine negative Wahrnehmung.“ Ziel sei es, „dass die Öffentlichkeit irgendetwas Verrücktes in der Zeitung liest und denkt ‚Critical Race Theory‘“. Laut der Jura-Professorin Khiara Bridges hätten diese Versuche unsachlichen und unbelegten Framings insofern Erfolg gezeigt, als dass weite Teile der US-Öffentlichkeit unter Critical Race Theory nicht mehr eine rechtswissenschaftliche Theorie oder ein intellektuelles Werkzeug verstehen würden. Der Begriff sei vielmehr zu einem leeren Signifikanten geworden, der von verschiedenen Akteuren mit verschiedenen Bedeutungen versehen werde. Für die politische Rechte stehe er inzwischen für „jeden Gedanken, der es wagt vorzuschlagen, dass race heute noch eine bedeutungsvolle Kategorie ist.“ Laut David Theo Goldberg fungiere die Bezeichnung für „jegliches Reden über Rasse und Rassismus, als ein Schreckgespenst, das ‚Multikulturalismus‘, ‚Wokeism‘, ‚Antirassismus‘ und ‚Identitätspolitik‘ in einen Topf wirft.“ Victor Ray bezeichnet sie als Dog Whistle, die für eine Vielzahl von mit People of Color assoziierten vermeintlichen Problemen stehe.

### Auseinandersetzung über CRT an Schulen und Universitäten

Anti-CRT-Gesetzgebung in den Vereinigten Staaten (Stand: März 2022)
Staaten mit Gesetzen, die das Unterrichten von CRT in Schulen und staatlichen Einrichtungen beschränken oder verbieten
Staaten, in denen entsprechende Gesetze in der Legislative eingebracht wurden
Staaten, in denen Anti-CRT-Gesetze in der Legislative gescheitert sind
Staaten, in denen entsprechende Gesetze nicht eingebracht wurden

CRT wurde vielfach von konservativen Politikern attackiert: US-Präsident Donald J. Trump, der Rufos Aufrufe gegen CRT in Tucker Carlsons Show auf Fox News gesehen hatte, bezeichnete CRT als „toxische Propaganda“, die das Land „zerstören“ würde. In mehreren US-Bundesstaaten gab und gibt es politische Bemühungen, CRT aus den Curricula öffentlicher Schulen und Universitäten zu verbannen. Der republikanische Gouverneur von Florida Ron DeSantis sprach sich für ein Verbot aus, weil „die woke Klasse“ Kindern lieber „einander zu hassen beibringen“ wolle, „anstatt das Lesen“. Dabei ist allerdings sogar umstritten, ob an Schulen tatsächlich CRT gelehrt wird. In einer Umfrage der Association of American Educators gaben mehr als 96 % der befragten Lehrer an, dass an ihren Schulen nicht von ihnen erwartet würde, CRT zu unterrichten. Die ACLU betrachtet Gesetzesvorhaben, die das Unterrichten von CRT verbieten sollen, als Versuch, Lehrer und Schüler zum Verstummen zu bringen. Eine Vielzahl von Fachverbänden, darunter die American Historical Association, die American Association of University Professors, die American Federation of Teachers und PEN America, bezeichnete die Vorhaben in einem gemeinsamen Statement als gravierende Einschränkung der akademischen Freiheit mit dem Ziel, „das Lehren und Lernen über die Bedeutung von Rassismus in der Geschichte der Vereinigten Staaten zu unterdrücken“. Viele juristische Experten gehen davon aus, dass die entsprechenden Gesetze nicht verfassungskonform seien.
Auch in Großbritannien, Australien und Frankreich gibt es Versuche, CRT und Aktivitäten, die der CRT zugerechnet werden, zu verbieten.

### Einordnung der Kampagne gegen CRT
Der Publizist Josef Joffe, der CRT als „Rückschritt und Irrweg zugleich“ bezeichnet, sieht im Widerstand gegen CRT „brave Bürger“, die sich „gegen Bildersturm und Agitprop“ wehrten. Der Philosoph Jason Stanley bezeichnet die republikanischen Angriffe gegen CRT hingegen als „Rundumschlag gegen Wahrheit und Geschichte in der Bildung“. David Theo Goldberg hält sie einerseits für eine Ablenkung „von der Ideenarmut der Rechten“ und andererseits für den Versuch, Rassismus zu neoliberalisieren, also auf persönliche Einstellungen und Vorurteile zu reduzieren, ohne gesellschaftliche Strukturen in den Blick zu nehmen. Zuletzt sei die politische Mobilisierung gegen CRT auch deshalb für Konservative attraktiv, weil sie „weiße Ressentiments entfacht, während sie von den Verwüstungen, die konservative Politik für alle außer die Reichen mit sich bringt, ablenkt“. Der Politologe Cas Mudde hält die Kritik der Republikaner an CRT für Kritik an einem Strohmann. Er warnt Linke und Liberale davor, sich mit dieser oberflächlichen Kritik gemein zu machen und sich so zu „nützlichen Idioten der extremen Rechten zu machen“. In Gesetzesform gegossen würden die Attacken gegen CRT eine Gefährdung der US-amerikanischen Demokratie darstellen. Victor Ray hält es für ironisch, dass sich in der moralischen Panik viele Befunde der CRT, etwa über die zentrale Bedeutung von Rassismus für die amerikanische Gesellschaft, bestätigten.

### Allgemein
- Francisco Valdes, Jerome McCristal Culp, und Angela P. Harris (Hg.): Crossroads, Directions, and a New Critical Race Theory.  Temple University Press, Philadelphia 2002. ISBN 978-1-56639-930-2
- Kristina Lepold und Marina Martinez Mateo (Hg.): Schwerpunkt: Critical Philosophy of Race, in: Deutsche Zeitschrift für Philosophie 67. 4 (2019)

### Anthologien
- Kimberlé  Crenshaw et al. (Hrsg.): Critical Race Theory: The Key Writings That Formed the Movement, New Press, New York  1996
- Richard Delagado, Jean Stefancic: critical race theory. the cutting edge, Temple University Press, Philadelphia 3. Auflage 2013
- Kristina Lepold, Marina Martinez Mateo (Hrsg.): Critical Philosophy of Race. Ein Reader. Suhrkamp, Berlin 2021, ISBN 978-3-518-29944-9

### Einführungen
- Jean Stefancic, Richard Delgado: Critical Race Theory: An Introduction. 3. Aufl., New York University Press, New York 2017. ISBN 978-1-4798-0276-0
- Alessandra Raengo: Critical Race Theory and Bamboozled (Film Theory in Practice), Bloomsbury, New York etc. 2016, ISBN 978-1-5013-0579-5